# VI основно училище „Еньо Марковски“
VI ОУ „Еньо Марковски“ е основно училище в град Шумен, разположено на адрес: ул. „Нанчо Попович“ № 1. От 2017 година насам директор на училището е Мариана Радева Йорданова.

## История
Училището е основано през 1959 година, като се помещава в западното крило на Първа политехническа гимназия „Лиляна Димитрова“.